# Championnat d'Asie de baseball 2007
Le Championnat d'Asie de baseball 2007 est la 24e édition de la compétition continentale mettant aux prises les sélections nationales d'Asie sous l'égide de la Fédération d'Asie de baseball (BFA). Le tournoi s'est disputé du 27 novembre au 3 décembre à Taichung sur l'île de Taïwan au Taichung Intercontinental Baseball Stadium. Le Japon, champion d'Asie 2007, est qualifié directement pour le tournoi de baseball aux Jeux olympiques d'été de 2008 à Pékin. La Corée du Sud et Taïwan, deuxième et troisième du tournoi, participeront au tournoi de qualification olympique qui attribuera trois places pour le tournoi olympique.

## Format du tournoi
Le championnat est divisé en deux phases. Lors du premier tour, quatre équipes dites de niveau B jouent les unes contre les autres. Le premier du classement de ce groupe est qualifié pour la deuxième phase où il rejoint les trois têtes de séries déjà qualifiées. Les quatre équipes jouent de nouveau les unes contre les autres.

## Classement final
| Pl.                | Sélection    |
| ------------------ | ------------ |
| Médaille d'or      | Japon        |
| Médaille d'argent  | Corée du Sud |
| Médaille de bronze | Taïwan       |
| 4                  | Philippines  |
| 5                  | Thaïlande    |
| 6                  | Hong Kong    |
| 7                  | Pakistan     |

## Résultats

### Premier tour

#### Résultats
| Date        | Heure | Stade    | Recevant    | Visiteur    | Score | Notes      |
| ----------- | ----- | -------- | ----------- | ----------- | ----- | ---------- |
| 27 novembre | 17h00 | Taichung | Philippines | Pakistan    | 2 - 0 |            |
| 27 novembre | 18h00 | Taichung | Thaïlande   | Hong Kong   | 8 - 4 |            |
| 28 novembre | 13h00 | Taichung | Pakistan    | Thaïlande   | 5 - 3 |            |
| 28 novembre | 18h00 | Taichung | Hong Kong   | Philippines | 1 - 4 |            |
| 29 novembre | 13h00 | Taichung | Thaïlande   | Philippines | 0 - 0 | 12 manches |
| 29 novembre | 18h00 | Taichung | Hong Kong   | Pakistan    | 8 - 6 |            |

#### Classement
| Pl. | Équipe      | J | V | D | N | PM | PC | %     |
| --- | ----------- | - | - | - | - | -- | -- | ----- |
| 1   | Philippines | 3 | 2 | 0 | 1 | 6  | 1  | 1.000 |
| 2   | Thaïlande   | 3 | 1 | 1 | 1 | 11 | 9  | .500  |
| 3   | Hong Kong   | 3 | 1 | 2 | 0 | 13 | 18 | .000  |
| 4   | Pakistan    | 3 | 1 | 2 | 0 | 11 | 13 | .333  |

J : rencontres jouées, V : victoires, D : défaites, N : matchs nuls, PM : points marqués, PC : points concédés, % : pourcentage de victoire.

### Deuxième tour

#### Résultats
| Date         | Heure | Stade    | Recevant     | Visiteur     | Score  | Notes     |
| ------------ | ----- | -------- | ------------ | ------------ | ------ | --------- |
| 1er décembre | 13h00 | Taichung | Corée du Sud | Taïwan       | 5 - 2  |           |
| 1er décembre | 18h00 | Taichung | Philippines  | Japon        | 0 - 10 | 7 manches |
| 2 décembre   | 13h00 | Taichung | Taïwan       | Philippines  | 9 - 0  |           |
| 2 décembre   | 18h00 | Taichung | Japon        | Corée du Sud | 4 - 3  |           |
| 3 décembre   | 13h00 | Taichung | Philippines  | Corée du Sud | 1 - 13 | 7 manches |
| 3 décembre   | 18h00 | Taichung | Japon        | Taïwan       | 10 - 2 |           |

#### Classement
| Pl. | Équipe       | J | V | D | N | PM | PC | %     |
| --- | ------------ | - | - | - | - | -- | -- | ----- |
| 1   | Japon        | 3 | 3 | 0 | 0 | 24 | 5  | 1.000 |
| 2   | Corée du Sud | 3 | 2 | 1 | 0 | 21 | 7  | .667  |
| 3   | Taïwan       | 3 | 1 | 2 | 0 | 13 | 15 | .333  |
| 4   | Philippines  | 3 | 0 | 3 | 0 | 1  | 32 | .000  |

J : rencontres jouées, V : victoires, D : défaites, N : matchs nuls, PM : points marqués, PC : points concédés, % : pourcentage de victoire.